# Flurkreuz (Omerville)

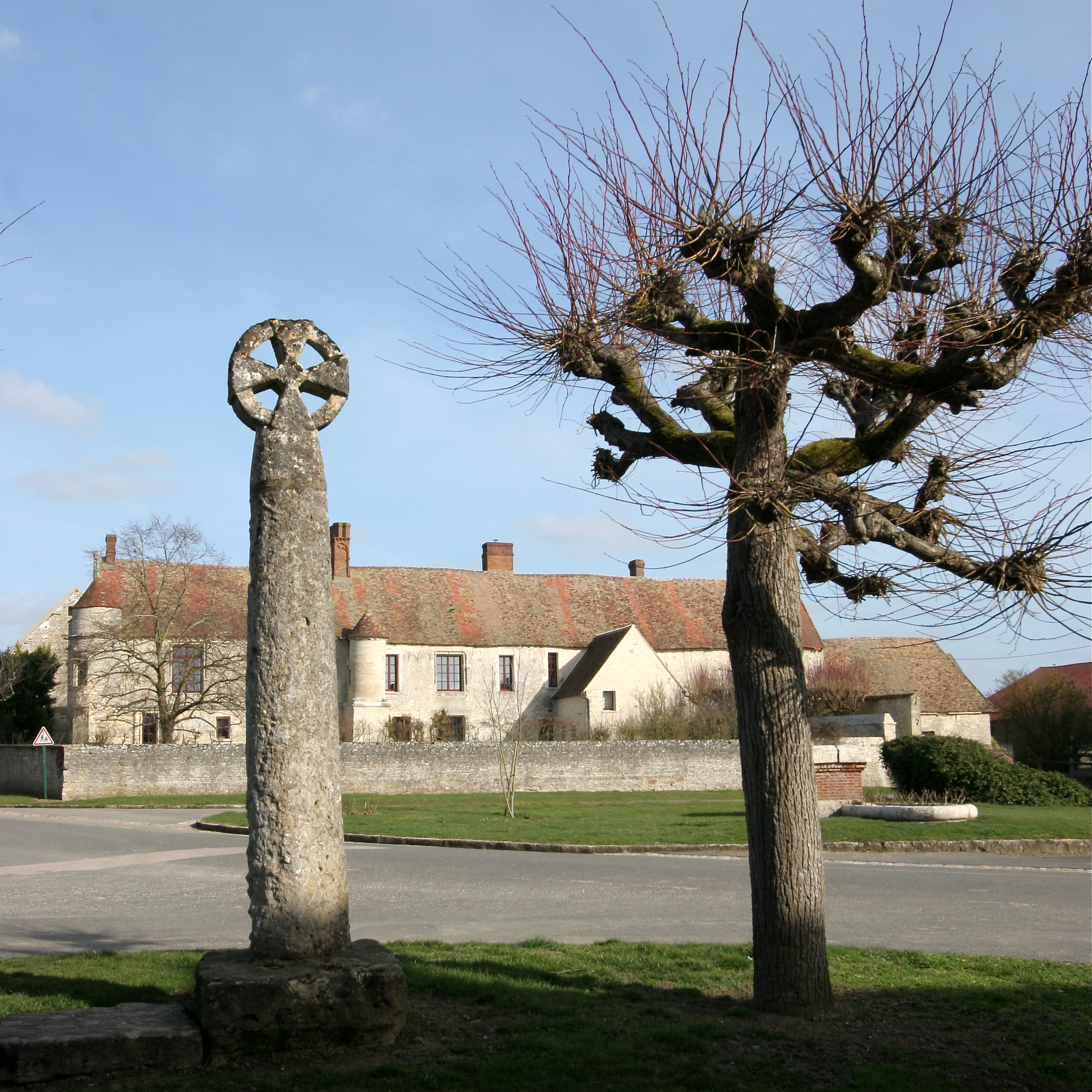
Flurkreuz in Omerville

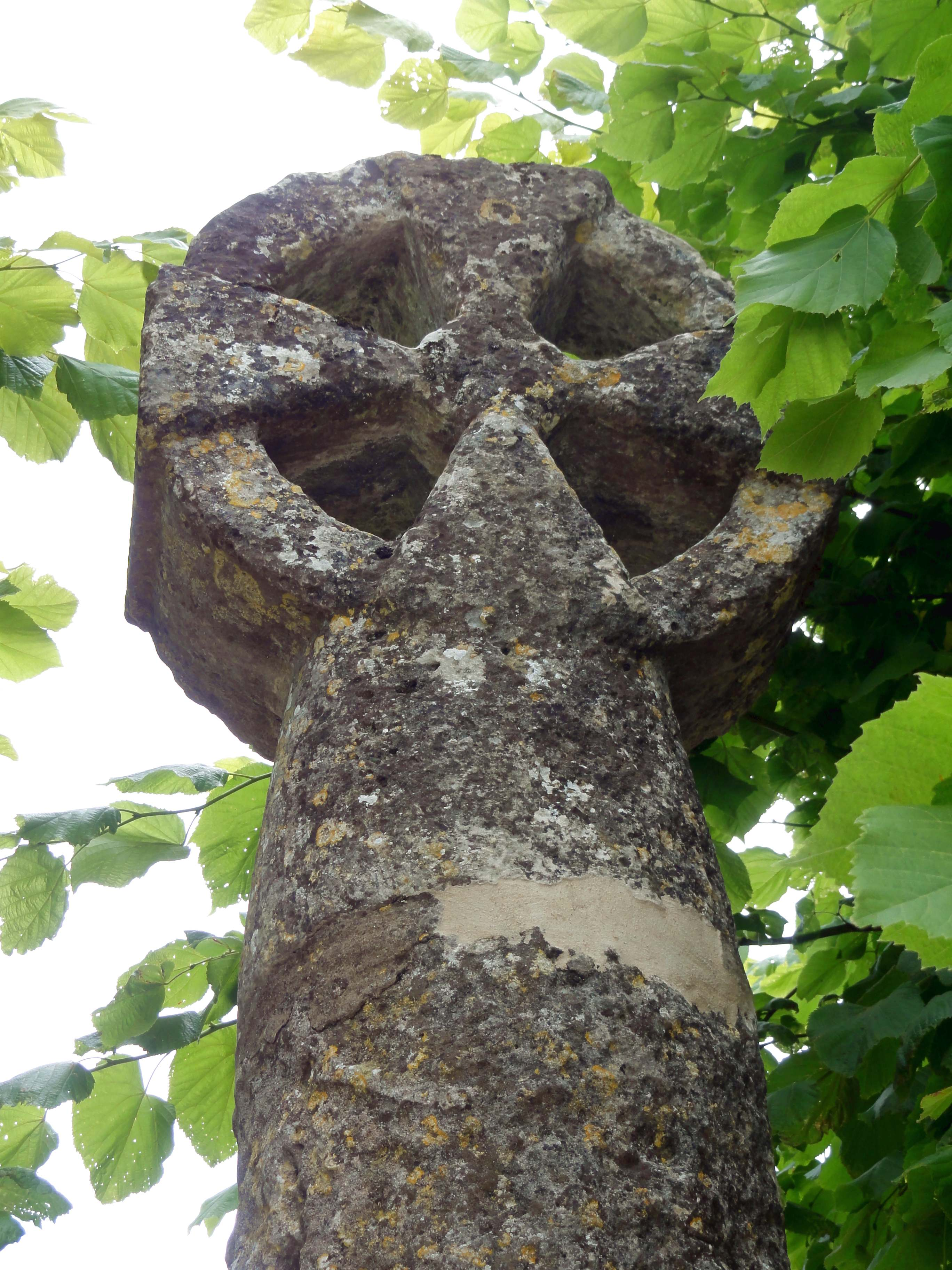
Detail

Das Flurkreuz (französisch croix monumentale) in Omerville, einer französischen Gemeinde im Département Val-d’Oise in der Region Île-de-France, wurde im 12. Jahrhundert geschaffen.

## Beschreibung
Das Kreuz am Place Saint-Martin ist seit 1927 als Monument historique auf der Liste der französischen Baudenkmäler.
Das Flurkreuz ist möglicherweise aus Teilen eines Menhir gefertigt worden.